# گروته بیر
گروته بیر (به انگلیسی: Groote Beer) یک کشتی بود که طول آن ۴۵۵ فوت (۱۳۹ متر) بود. این کشتی در سال ۱۹۴۴ ساخته شد.